# Галичина (баскетбольный клуб)
«Политехника-Галичина» (укр. Політехніка-Галичина) — украинский баскетбольный клуб из города Львов, основанный в 1994 году. Титульным спонсором команды является нефтеперерабатывающий завод Галичина. С 2016 по 2022 год выступала под названием «Львовская Политехника» (англ. Львівська Політехніка). Домашние игры проводит во Дворце спорта «Галичина». 

## Достижения
- Полуфиналист Кубка Украины (2008)
- Полуфиналист украинской Суперлиги (2008)
- Бронзовый призёр чемпионата УБЛ (2009)